# Svencelės pievos
Svencelės pievos este o arie protejată (arie de protecție specială avifaunistică — SPA) din Lituania întinsă pe o suprafață de 55,03 ha, integral pe uscat.

## Localizare
Centrul sitului Svencelės pievos este situat la coordonatele 55°28′20″N 21°15′11″E / 55.4722°N 21.2531°E.

## Înființare
Situl Svencelės pievos a fost declarat arie de protecție specială avifaunistică în iunie 2005 pentru a proteja 7 specii de animale.

## Biodiversitate
Situată în ecoregiunea boreală, aria protejată nu include niciun habitat protejat.
La baza desemnării sitului se află mai multe specii protejate de  păsări (7): pitulice de apă (Acrocephalus paludicola), erete de stuf (Circus aeruginosus), erete cenușiu (Circus pygargus), cristeiul de câmp (Crex crex), Gallinago media, sfrâncioc roșiatic (Lanius collurio), cresteț cenușiu (Porzana parva).